# Атом (князь Баграса)
Атом (князь Баграса), известный также как Адам или Адам из Гастона(? — 1220) — армянский князь из Баграса (он же Гастон). Регент королевы Забель, правительницы Киликийского армянского царства.

## Биография
Атом был одним из могущественных армянских князей, владетелем обширной территории на побережье в Исаврии и замка Баграс. После смерти, в 1219 году, короля Левона I, ввиду несовершеннолетия его дочери наследницы трона Забел, он был назначен её регентом. Однако спустя год в 1220 году Атом был убит исмаилитами